# Dragón (militar)

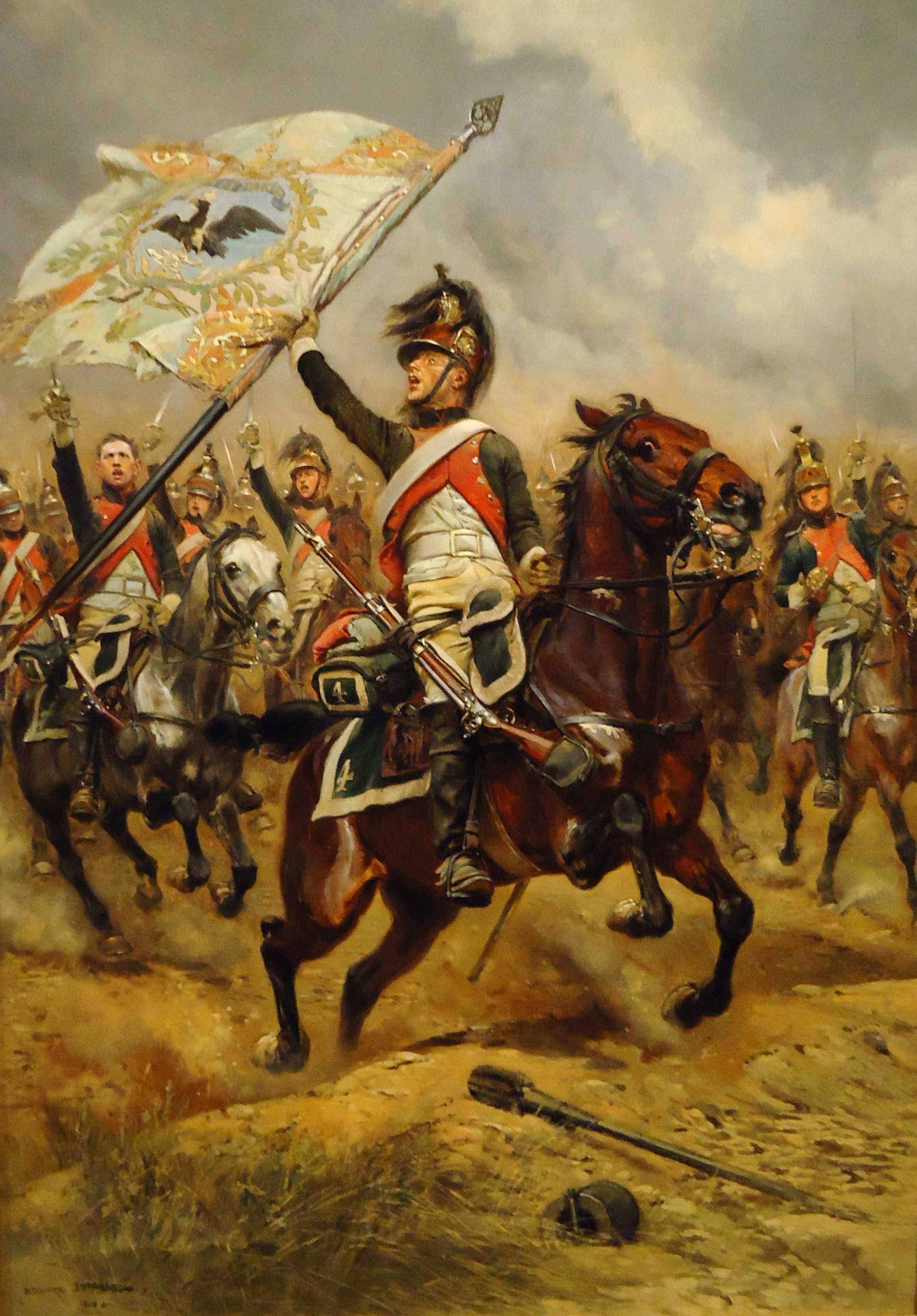
Dragón francés en 1806.

Los dragones eran soldados que, desde mediados del siglo XVI hasta principios del siglo XIX, combatían como caballería (generalmente al ataque) e infantería (a la defensiva normalmente).

## Historia
Su antecedente más remoto es el dimaca (del griego διμάχης) macedonio, un soldado de caballería pesada, que también luchaba a pie cuando era necesario.
En 1554 el mariscal de Francia Carlos I de Cossé-Brissac creó un cuerpo de arcabuceros que combatían a pie y se desplazaban a caballo, para servir en el ejército del Piamonte. Es en esta época cuando se comienza a emplear el nombre, de origen incierto, dragón/es. Se cree que puede aludir a los dragones de unos supuestos estandartes de las tropas de Brissac, o bien a un mosquete corto o carabina así llamado en aquel tiempo.
A principios del siglo XVII Gustavo II Adolfo de Suecia desarrolló este tipo de tropas para sus ejércitos, equipando al dragón con sable, hacha y mosquete, siendo imitado por casi todos los ejércitos europeos. A lo largo del siglo XVIII fue perdiendo progresivamente importancia el carácter de infantería de los dragones, hasta desaparecer totalmente: a partir de las primeras guerras de Federico II el Grande de Prusia, dragón hizo referencia también a la caballería media, y a comienzos del siguiente siglo raras veces luchaban ya a pie. No obstante, algunos ejércitos siguieron denominando dragones a ciertas unidades como las de caballería media o ligera (y en el siglo XX mecanizada), incluso hasta la actualidad.

### Francia
En Francia se crearon numerosos regimientos de dragones. En 1678 había catorce de ellos, y en 1685 Luis XIV los envió a todas las regiones del reino para convertir por la fuerza a los protestantes. En el ejército napoleónico combatieron principalmente en la Guerra de la Independencia Española, e iban armados de sable, pistola y carabina. Hoy en día el Regimiento nº 13 de dragones paracaidistas forma parte de la brigada de fuerzas especiales.

### Reino Unido
En el ejército británico se llamó dragones ligeros a los regimientos de caballería ligera de fines del siglo XVIII instruidos en misiones de reconocimiento, combate en escaramuzas y en otras labores que requirieran rapidez. A principios del XIX se convirtieron en lanceros y húsares. Actualmente los llamados Dragones de Westminster están especializados en guerra nuclear, bacteriológica y química (NBC).

### Estados Unidos
En el ejército de Estados Unidos hubo cuerpos de dragones ya desde su Guerra de Independencia. En 1836 el presidente Andrew Jackson creó como unidad de caballería el Segundo Regimiento de Dragones, hoy en día denominado 2º Regimiento de Caballería Acorazada, también conocido como "Segundo de Dragones". En la guerra de Secesión ambos bandos emplearon la caballería como unidad de reconocimiento y de infantería montada.

### España

Dragón de cuera del Virreinato de Nueva España

En el ejército español, en 1635 Pedro de la Puente organizó en Innsbruck (Austria) un cuerpo de dragones, y en 1640 se creó en España un tercio de mil dragones armados con arcabuz, pedreñal y mazo. A finales del siglo XVII había tres tercios en España, tres en los Países Bajos y otros tres en el Milanesado.
En 1704, como el resto de los tercios, fueron disueltos y transformados en regimientos por Felipe V. Durante el siglo XVIII se crearon varios regimientos de dragones de cuera en los virreinatos americanos, algunos de ellos para hacer funciones de policía.
En 1803 los regimientos de dragones empezaron a llamarse de caballería ligera y en 1815 desaparecieron definitivamente.

### Perú
En el ejército del Perú existe un regimiento de Dragones denominado Regimiento de caballería "Mariscal Domingo Nieto" Escolta del Presidente de la República, que fue creado en 1904 por sugerencia de la Primera Misión Militar Francesa que en 1896 llegó para reorganizar al Ejército del Perú. Para desempeñarse como escolta de seguridad del Señor presidente de la República, Este regimiento fue creado a imagen y semejanza de los Dragones de la Guardia del ejército francés (la caballería por excelencia en Francia) de finales del siglo XIX.

### Portugal
El ejército portugués mantiene dos unidades que son descendientes directas de antiguos regimientos de dragones. Estos son el Tercer Regimiento de Caballería (proveniente de los "Dragones de Olivença") y el 6.º Regimiento de Caballería (heredero de los "Dragones de Chaves"). Ambos regimientos están, actualmente, motorizados. La Brigada de Reacción Rápida Portuguesa, un escuadrón mecanizado de reconocimiento, es una unidad del Tercer Regimiento de Caballería y se le conoce como "Dragones paracaidistas".
Durante los años 1960 y 1970 durante la guerra colonial portuguesa, el ejército portugués creó un grupo experimental de caballo, para combatir las guerrillas en el Angola oriental. Esta unidad fue ampliada, convirtiéndose en un grupo de tres escuadrones, conocido como los "Dragones Angoleños". Estos escuadrones operaron como infantería montada, al igual que los dragones originales, con cada soldado armado con una pistola para disparar montado y un rifle automático, para disparar desmontado. Una unidad similar fue creada en Mozambique cuando la guerra terminaba en 1974.

### México
Durante los tiempos del virreinato se crearon regimientos de dragones (Dragón de cuera) para defender la Nueva España. Eran mayormente jinetes de las provincias. Durante y después de la guerra de independencia los dragones han desempeñado un papel importante en los conflictos militares dentro del país como la batalla de Puebla durante la intervención francesa, hasta la revolución mexicana. Una de las marchas militares más conocidas en México es la marcha dragona la única usada actualmente por la caballería y las unidades motorizadas durante el desfile del 16 de septiembre para conmemorar el día de la independencia.